# Josef Knar
Josef Knar (auch Joseph Knarr; * 1. Jänner 1800 in Hartberg; † 1. Juni 1864 in Graz) war ein österreichischer Mathematiker, Abgeordneter und Hochschullehrer.

## Leben
Knar stammte aus einer ärmlichen Familie. Knarr war der Sohn von Joseph Knarr. Er war katholischer Konfession und heiratete 1826. Der offensichtlich begabte Junge bekam einen Freiplatz am Konvikt in Graz. Er besuchte zunächst dort das örtliche Gymnasium und anschließend die Grazer Universität. Bereits mit 19 Jahren war er sowohl zum Dr. iur. utr. als auch zum Dr. phil. promoviert. Er wurde anschließend Supplent an der Universität.
1821 kam Knar zu einer ordentlichen Professur der Mathematik an der Grazer Universität, die er bis zu seinem Tod innehatte. Zeitweise war ihm zudem die Professur für Technologie übertragen. Er war in seiner Zeit dreimal Dekan der Philosophischen Fakultät, zuletzt in den Jahren 1857 bis 1859. Außerdem war er in den Jahren 1834/1835, 1849/1850 sowie 1855/56 Rektor der Universität.
Vom 18. Mai 1848 bis zum 13. April 1849 vertrat er den Wahlkreis 4. Steiermark (Hartberg) in der Frankfurter Nationalversammlung. Im Parlament blieb er fraktionslos und stimmte überwiegend mit der Rechten. Er gehörte zu den Abgeordneten, die gegen die Wahl Friedrich Wilhelms IV. zum Kaiser der Deutschen stimmten.
Danach kümmerte er sich um die Reorganisation des österreichischen Versicherungs- und Bankenwesens. Zu den von ihm neu strukturierten oder beeinflussten Institutionen gehörten die Allgemeine Versorgungsanstalt in Wien, die Wiener Sparkasse und die Steirische Sparkasse. Als Direktor und Ehrendirektor bemühte er sich um die in Graz sitzende Österreichische Feuerversicherungsanstalt.

## Publikationen (Auswahl)
- Neues, sehr einfaches Verfahren zur Ausziehung der Wurzeln aus bestimmten Zahlen, Graz 1824.
- Lehrbuch der Elementarmathematik, 2 Bände, Graz 1828–1829.
- Theorie der harmonischen Reihen, Grunert’s Archiv, 41. Band (1864).